# ZIM (format de fichier informatique)
Pour les articles homonymes, voir ZIM.
ZIM est un format de fichier ouvert et standardisé créé dans le but de sauvegarder efficacement des contenus Web notamment pour une utilisation hors-ligne.
ZIM est l’acronyme de « Zeno IMproved », « Zeno amélioré » en anglais. Il a succédé au format de fichier Zeno, dont il dérive. Le projet openZIM est financé par Wikimedia CH et soutenu par la Fondation Wikimedia.
L'encyclopédie Wikipédia est par exemple disponible dans ce format de fichier et consultable avec Kiwix. 
Il ne semble pas exister pour le moment (juin 2016) de logiciel libre transformant facilement un fichier ZIM en base de données MediaWiki, ni l'inverse.

## Logiciels
- Kiwix, logiciel libre permettant la consultation de fichiers en format ZIM